# Голяма Брестница
Голяма Брестница е село в Северна България. То се намира в община Ябланица, област Ловеч.

## География
Село Голяма Брестница се намира в Северен Централен регион на България. На 105 км от София и на 55 км от Ловеч.
Теренът на землището е леко хълмист, а от Данчова могила се открива широка панорама – на юг се простират върховете Драгоица, Лисец, Васильов и Вежен, а на север валози и долчини. При ясна сутрин се вижда дори р. Дунав.

## История
Първи тук се заселват траките. Затова свидетелстват десетте тракийски могили, пръснати по валозите. Основите на тракийско селище са открити в местността Длабания камък, а при обработване на нивите в района са намерени много сечива. Открити са релеф върху камък на тракийски конник, каменни чукове, длета, украшения, метална пластина с фигурално изображение и други. В местността Жидьовица е открита статуя, представляваща как Херкулес удушава немийския лъв. Намерени са и 9 килограма сребърни монети, обхващащи царуването на няколко римски владетели. Те се съхраняват в Националния исторически музей в София и в музеите в Плевен и Ловеч.

## Редовни събития
Празникът на селото е на 21 ноември – деня на Архангел Михаил (Архангеловден) по стар стил. По традиция празникът се чества в първата събота след 21 ноември. Тогава се прави събор в селото. На този ден се събират роднини и приятели. На площада има музика и хорá.
1. ↑  www.grao.bg